# Koe wo Kikasete/Crazy Girl
Koe wo Kikasete/Crazy Girl (声を聞かせて/crazy girl?) è un singolo della cantante giapponese j-pop Beni, pubblicato come secondo estratto dall'album Fortune il 14 settembre 2011. Il singolo è arrivato sino alla quarantanovesima posizione della classifica Oricon dei singoli più venduti in Giappone. Koe wo Kikasete è stato utilizzato come sigla d'apertura del programma televisivo Happy Music

## Tracce
CD Singolo UPCH-80248
1. Koe wo Kikasete (声を聞かせて; Let Me Hear Your Voice)
2. crazy girl
3. Koe wo Kikasete (Instrumental) (声を聞かせて)
4. crazy girl (Instrumental)

## Classifiche
| Classifica (2011) | Posizione più alta |
| ----------------- | ------------------ |
| Giappone (Oricon) | 49                 |